# Stephen-aldehydesynthese
De Stephen-aldehydesynthese is een organische reactie, ontdekt door de Britse scheikundige Henry Stephen (1889-1965), waarbij een aldehyde wordt gevormd uit een nitril.
In de eerste stap wordt met behulp van zoutzuur (HCl) en tin(II)chloride (SnCl2) het iminiumzout [R-CH=NH2]+Cl− gevormd. Door toevoeging van water bekomt men daarna het aldehyde en ammoniumchloride.
Deze reactie blijkt niet algemeen toepasbaar. De omzetting varieert van het gebruikte nitril en soms gaat de reactie niet op.